# Sunshine Tour (Golfsport)
Die Sunshine Tour ist eine im südlichen Afrika beheimatete Turnierserie im professionellen Golfsport. Sie gehört zu den sechs führenden Turnierserien der International Federation of PGA Tours, auf deren Basis die Golfweltrangliste errechnet wird.
Für die längste Zeit ihres Bestehens war diese Tour unter dem Namen South African Tour oder auch FNB Tour bekannt. Die neue Bezeichnung sollte eine geographische Erweiterung zulassen, die meisten Turniere finden jedoch nach wie vor in Südafrika statt. Zudem kann das ausgeschüttete Preisgeld bei weitem nicht mit den anderen, insbesondere der PGA TOUR und der European Tour, mithalten und die führenden südafrikanischen Spieler qualifizieren sich lieber für die beiden erwähnten Turnierserien. Allerdings kehren die meisten für ein paar höherdotierte Events in ihr Heimatland zurück.
Die Hauptturniere der Sunshine Tour sind die South African Open, die Dunhill Championship und die Joburg Open, die auch gleichzeitig zur European Tour zählen und dadurch ein spielstärkeres Teilnehmerfeld aufweisen. Jede Saison ist jahresübergreifend und wird Ende Februar mit einer Tour Championship abgeschlossen. Die Saison 2007/2008 umfasst 28 offizielle Veranstaltungen, wobei die beiden zuerst genannten Hauptturniere eine Dotation von jeweils 1 Mio. € haben, die Joburg Open 1,1 Mio. €. Die restlichen Turniere schütten zwischen 350.000 und 2,5 Mio. südafrikanische Rand aus. Dabei werden zwei bis drei Turniere pro Monat abgehalten, außer im Juli. Die Hauptsaison im südafrikanischen Sommer, vom November bis Februar, umfasst die wichtigeren Events. So gesehen teilt sich die Turnierserie in zwei Halbsaisonen, die frühe von März bis Oktober mit kleineren Events, eher für aufstrebende, junge Berufsgolfer und die erwähnte spätere mit namhaften südafrikanischen Golfern, aber auch bekannteren Spielern aus anderen Ländern.

## Liste der Geldranglisten-Sieger
teils auszugsweise
- 2021/22  Shaun Norris
- 2020/21  Christiaan Bezuidenhout
- 2019/20  J. C. Ritchie
- 2018/19  Zander Lombard
- 2017/18  George Coetzee
- 2016/17  Branden Stone
- 2015       George Coetzee
- 2014       Thomas Aiken
- 2013       Dawie van der Walt
- 2012       Branden Grace
- 2011       Garth Mulroy
- 2010       Charl Schwartzel
- 2009       Anders Hansen
- 2008       Richard Sterne
- 2007       James Kingston
- 2006/07  Charl Schwartzel
- 2005/06  Charl Schwartzel
- 2004/05  Charl Schwartzel
- 2003/04  Darren Fichardt
- 2002/03  Trevor Immelman
- 2001/02  Tim Clark
- 2000/01  Mark McNulty
- 1999/00  Darren Fichardt
- 1998/99  David Frost
- 1997/98  Mark McNulty
- 1996/97  Mark McNulty

..
- 1994/95   Ernie Els

..
- 1991/92  Ernie Els

..
- 1979/80  Gary Player

..
- 1976/77  Gary Player